# Omphiscola reticulata
Omphiscola reticulata is een slakkensoort uit de familie van de Lymnaeidae. De wetenschappelijke naam van de soort is voor het eerst geldig gepubliceerd in 1867 door Gassies.